# يوهان بيتر الكسندر فاغنر
يوهان بيتر الكسندر فاغنر (بالألمانية: Johann Peter Wagner)‏ هو نحات ومهندس معماري ألماني، ولد في 26 فبراير 1730 في Theres ‏ في ألمانيا، وتوفي في 7 يناير 1809 في فورتسبورغ في ألمانيا.